# Filmvilág
A Filmvilág Magyarország egyik légrégebbi és legtöbbet hivatkozott filmművészeti folyóirata.

## Története
A lap 1958. február 15-én indult, kisformátumú kétheti folyóiratként. Létay Vera vezetésével 1979-ben a Filmvilág nagyformátumú havilappá alakult. Létay 2010-ig irányította a folyóirat szerkesztését, a főszerkesztői székben ekkor Schubert Gusztáv Balázs Béla-díjas filmkritikus váltotta.
2009-ben a lap saját blogot indított. A blog írói főként a lap fiatal szerzői közül kerülnek ki, a hangvétel és stílus így a laptól megszokottnál kötetlenebb.
A lap aktív szereplője a filmes közéletnek, filmklubokat és konferenciákat is szervez.

## Munkatársai
A Filmvilág szerkesztő- és szerzőgárdájában a filmművészettel foglalkozó szakírók legjelentősebbjei fordultak meg (a teljesség igénye nélkül: Ardai Zoltán, Bakács Tibor Settenkedő, Báron György, Baski Sándor, Csiger Ádám, Sepsi László, Szabó G. Ádám, Roboz Gábor, Gyöngyösi Lilla, Kovács Kata, Árva Márton, Havassy Gergely, Varga Dénes, Forgács Nóra Kinga, Andorka György, Kovács Patrik, Kránicz Bence, Benke Attila, Huber Zoltán, Orosdy Dániel, Bikácsy Gergely, Bíró Yvette , Hirsch Tibor,  Pernecker Dávid, Gelencsér Gábor, Varga Balázs, Kovács András Bálint, Réz András, Schreiber András, Varró Attila, Pápai Zsolt, Kiss Dalma, Rusznyák Csaba, Varga Zoltán, Nagy V. Gergő, Teszár Dávid, Géczi Zoltán, Vaskó Péter, Zsugán István...).